# Portada/article abril 23
És considerat el més bell exemple d'arquitectura mogola, que sol combinar elements d'estil islàmic, persa, indi i turc. Se n'ha destacat especialment el caràcter romàntic de l'edifici. Va ser erigit entre el 1631 i el 1654 i es calcula que van caldre uns 20.000 homes per construir-lo. Tot i que la part més coneguda del Taj Mahal és el mausoleu cobert per una cúpula de marbre blanc, de fet es tracta d'un conjunt d'edificis integrats.

## Taj Mahal
El Taj Mahal és un gran mausoleu ubicat a la ciutat d'Agra a l'Índia, a la vora del riu Yamuna. El va fer construir l'emperador mogol Xa Jahan en honor de la seva difunta esposa, l'emperadriu Arjumand Banu Begum, més coneguda com Mumtaz Mahal (l'escollida del palau), la qual va morir en donar a llum el seu 14è fill.
És considerat el més bell exemple d'arquitectura mogola, que sol combinar elements d'estil islàmic, persa, indi i turc. Se n'ha destacat especialment el caràcter romàntic de l'edifici. Va ser erigit entre el 1631 i el 1654 i es calcula que van caldre uns 20.000 homes per construir-lo. Tot i que la part més coneguda del Taj Mahal és el mausoleu cobert per una cúpula de marbre blanc, de fet es tracta d'un conjunt d'edificis integrats.
El 7 de juliol del 2007, el Taj Mahal va ser reconegut com una de les Set noves meravelles del món, una iniciativa privada sense el suport de la UNESCO.